# Marjan Svetličič
Marjan Svetličič, slovenski politolog in ekonomist, strokovnjak za mednarodne ekonomske odnose * 21. januar 1945, Sisak.
Po diplomi na Visoki šoli za politične vede (kasnejše FSPN oz. FDV) leta 1967 se je zaposlil na Centru za proučevanje sodelovanja z deželami v razvoju (1991 preimenovan v Center za mednarodno sodelovanje in razvoj) in ga nazadnje tudi vodil kot direktor (1987-90). Leta 1979 je doktoriral na beograjski ekonomski fakulteti, izpopoljeval pa se je mdr. na Univerzi Sussex in London School of Economics and Political Science). 
Leta 1990 je prešel na Fakulteto za družbene vede  v Ljubljani, kjer je predaval in raziskoval mednarodno ekonomijo kot dolgoletni predstojnik Centra za proučevanje mednarodnih odnosov (1990-2013) na FDV, katere dekan je bil v letih 1997-2000. Predaval je tudi na Ekonomski fakulteti v Ljubljani in drugod po svetu. Je član uredniških odborov mnogih mednarodnih revij in konzultant mednarodnih organizacij, mdr. UNCTAD, EU, UNDP, OECD, IFC, UNESCO, UN University Institute WIDER, OSCE/OVSE). Bibliografija M. Svetličiča obsega preko 350 člankov, poglavij v knjigah in knjig, od tega veliko objavljenih v tujini. 
Je strokovnjak za mednarodne ekonomske odnose, politiko mednarodnega poslovanja, multinacionalna podjetja, internacionalizacijo, menedžment in globalizacijo, tuje neposredne investicije, majhne države v EU, pogajalske veščine (tehniko pogajanj in medkulturna pogajanja). Kot zunanji predavatelj predava pri raznih predmetih na EF UL in EPF Univerze v Mariboru ter na podiplomskih programih na Univerzah v Trentu, Trstu, Sarajevu, Skopju. 
Predava na Akademiji internacionalizacije (GZS, Ministrstvo za gospodarstvo, EF UL). Redno izvaja seminarje za poslovneže ter posebne programe za podjetja oz. različne ustanove in združenja v Sloveniji in tujini.
Leta 2002 je postal ambasador znanosti Republike Slovenije, leta 2014 je dobil zlato plaketo Univerze v Ljubljani za prispevek njenemu razvoju ter leta 2015 plaketo FDV za življenjsko delo. Izvoljen je bil za Fellow European Academy of International Business (EIBA, bil 2004 njen predsednik in podpredsednik), član Sveta TEPSA (Trans Europaen Policy Studies Association) in FP7 Advisory Group for International Scientific Cooperation, podpredsednik COST projekta The Emergence of Southern Multinationals. Leta 2017 je dobil Academy of International Business-CEE Chapter priznanje za izjemen porispevek  disciplini in praksi mednarodnega poslovanja v Srednji Evropi. Kot edini raziskovalec iz Srednje/Vzhodne Evrope je bil leta 1999 uvrščen v Who is Who in International Business and Research (E. Elgar). Leta 2015 mu je Univerza v Ljubljani na predlog FDV podelila naziv zaslužni profesor.